# Hypercompe pura
Hypercompe pura är en fjärilsart som beskrevs av Guen. Hypercompe pura ingår i släktet Hypercompe och familjen björnspinnare. Inga underarter finns listade i Catalogue of Life.